# Jean Solé
Jean Solé, dit Solé, né le 2 août 1948 à Vic-Fezensac (Gers), est un dessinateur français de bande dessinée. Il a contribué à des revues telles que L'Écho des savanes et Pilote.

## Biographie
Jean Solé est le fils de républicains espagnols réfugiés dans le Gers à la fin de la guerre civile.
Il débute dans Pilote en 1971 (année de la naissance de son fils Julien/CDM) où il illustre les histoires de Guy Vidal, Jacques Lob et Jean-Marie Pélaprat.
Un an plus tard, il lance Jean Cyriaque, avec le scénariste Jean-Pierre Dionnet.
En 1975, il rejoint son ami Gotlib en participant au mensuel Fluide glacial dès son premier numero. Il y  dessinera plus tard les séries Pop et Rock et Colégram, Superdupont, ou encore La Salle des machines. La même année, il crée le célèbre logo présent sur la couverture du Guide du routard, un marcheur dont le sac à dos est un globe terrestre.
En 2003, au festival d'Angoulême, Jean Solé a présenté les cinq prix décernés aux jeunes talents. L'Alph'Art de la bande dessinée scolaire est revenu à Jean Bastide (20 ans) pour sa remarquable histoire intitulée Le Ballon. Parallèlement, il illustre l'ouvrage consacré à la vie de Frank Zappa écrit par Christophe Delbrouck.
Il continue, quelquefois, à contribuer à Fluide glacial (principalement dans les Or Série de Fluide), par exemple dans le « or série », Charcuteries d'hiver, il en a dessiné la couverture.
Il a repris le dessin des aventures du héros 100 % français : Superdupont, d'après un scénario de Lefred Thouron et de Gotlib (Superdupont contre l'axe du mal).

## Style de dessin
Jean Solé possède un style qui lui est propre : mélange de réalisme, de détails subtils et d'absurdités visuelles. Aimant remplir les pages d'une multitude de détails, il n'est pas rare de trouver dans ses œuvres de grandes fresques où s'entremêlent symboles, personnages variés et inventions déjantées. L'exemple le plus probant en est l'album qu'il qualifie d'autobiographie, La salle des machines, dans lequel son art est à son paroxysme, tout comme dans une autre de ses œuvres, Pop et Rock et Colégram. On peut presque dire que les planches de Jean Solé sont dessinées dans un style baroque. De plus, il maîtrise la couleur d'une parfaite et unique beauté.[non neutre]

## Autres activités
Outre la bande dessinée, Jean Solé s'essaye à d'autres activités telles que la création d'affiches de cinéma (c'est lui qui a dessiné l'affiche du film, Le père Noël est une ordure), d'albums de musique, de dessins de presse (dans l'Express), de la célèbre couverture du Guide du routard,, de graphisme de jeux vidéo (Canal Meurtre édité par Froggy Software sur Macintosh en 1986), de décoration de guitares fender. Dans le cadre de la bande dessinée, il lui arrive également d'utiliser le manga, notamment dans La salle des machines et en 1982 le décorateur pour les toiles peintes de l'adaptation en comédie musicale de Superdupont.
Il a été l'invité d'honneur du festival Bulles Zik en 2012.

## Publications

### Albums de bande dessinée
- Je m'appelle Jean Cyriaque (dessin), avec Jean-Pierre Dionnet (scénario), Les Humanoïdes associés, coll. « Mirage », 1976  (ISBN 2-902123-02-7).
- Les Mésaventures inachevées du plombier maudit, Éditions du Fromage, 1978, 52 p. (ISBN 2-902503-17-1 (édité erroné), BNF 36142687)[7].
- Pop et Rock et Colégram (dessin), avec Dister (textes) et Gotlib (dessin), AUDIE, coll. « Les Albums Fluide Glacial », 1978.
- Dérapages, Dargaud, coll. « Pilote », 1978  (ISBN 2-205-01591-5).
- Superdupont t. 2-7 (dessin), avec Lob (scénario 2-5), Gotlib (scénario 2-7) et Lefred-Thouron (scénario 6-7), Audie, coll. « Fluide glacial » :

1. Amour & Forfaiture, 1980.
2. Opération Camembert, 1983  (ISBN 2-85815-176-8).
3. Récits courts dans Oui nide iou, 1983  (ISBN 2-85815-052-4).
4. Les Âmes noires, 1995  (ISBN 2-85815-196-2).
5. Pourchasse l'ignoble !, 2008  (ISBN 978-2-85815-053-3)[8].
6. “In vitro véritas”, 2014  (ISBN 978-2-352-07100-6)[9],[10].

- Participation à Morceaux choisis de...Ve, Dargaud, coll. « Pilote », 1981  (ISBN 2-205-01814-0).
- Salle des machines, Audie, coll. « Fluide glacial », 2002  (ISBN 2-85815-344-2).
- La Petite Bédéthèque des savoirs t. 20 : Les Abeilles (dessin), avec Yves Le Conte (scénario), Le Lombard, 2017  (ISBN 978-2-8036-3734-8).

### Recueils d'illustration
- Animaleries, La Noria, coll. « L'Ivre d'images », 1977  (ISBN 2-85721-018-3).
  - Animaleries et compagnies, Vents d'Ouest, coll. « L'Ivre d'images », 1991  (ISBN 2-86967-144-X). Réédition augmentée.
- Recueil de gueules de carnets, Éditions du Genou, 1978[11],[12].
- Chips, Artefact, coll. « La Crise », 1982  (ISBN 2-86697-003-9).
- Chats, Femmes et autres Machines cruelles, Corps 9 Éditions, 1986  (ISBN 2-904846-30-1).
- Mélodimages, Vents d'Ouest, coll. « L'Ivre d'images », 1992  (ISBN 2-86967-192-X).
- Solé : Carnets intimes, Fluide glacial, 2003  (ISBN 2-85815-366-3).
- Pop-Hop, APJABD, 2015  (ISBN 979-10-93810-02-7).
- Animaux fabuleux, Hugo & Cie, coll. « Hugo Image », 2015  (ISBN 978-2-7556-1859-4).

## Prix et récompenses
- 2016 :  prix  Grand boum de la ville de Blois.